# 1517 no Brasil
Esta é uma cronologia dos fatos acontecimentos de ano 1517 no Brasil.

## Nascimentos
- 18 de outubro: Manuel da Nóbrega, sacerdote jesuíta português, chefe da primeira missão jesuítica à América, cujos escritos são de primordial importância para a história do Brasil (m. 1570).[1]